# Yglen
Yglen (bułg. Ъглѐн) – wieś w północnej Bułgarii, w obwodzie Łowecz, w gminie Łukowit.
Wieś znajduje się nad rzeką Wit, nad bagnami Witski błata. 40 km od miast Plewen i Łowecz.
Bardzo rozpowszechnione rybołówstwo.
W okolicach wsi znajduje się 20 jaskiń wapiennych.